# Giovanni Battista Costaguti
Giovanni Battista Costaguti (anche Giambattista) (Roma, 1636 – Roma, 8 marzo 1704) è stato un cardinale italiano.

## Biografia
Giovanni Battista proveniva da una illustre famiglia genovese, il padre Prospero era marchese di Sipicciano e di Rocca Elvezia, e suo fratellastro Vincenzo, figlio di primo letto del marchese, divenne cardinale nel 1643.
Fu prima chierico della Camera Apostolica, quindi nel 1669 fu presidente della Zecca e dell'Annona. In seguito fu decano della Camera Apostolica.
Fu creato cardinale-presbitero nel concistoro del 13 febbraio 1690 ed il successivo 10 aprile ricevette la berretta cardinalizia ed il titolo di San Bernardo alle Terme Diocleziane.
Partecipò al conclave del 1691, che elesse papa Innocenzo XII; il 12 novembre 1691 optò per il titolo di Sant'Anastasia e partecipò al conclave del 1700, che elesse papa Clemente XI.
Morì a Roma l'8 marzo 1704 e fu sepolto nella chiesa di San Carlo ai Catinari, nella cappella che si era fatto costruire.